# Bryan McMullin
Bryan McMullin est un mannequin et acteur américain né le 29 septembre 1985. Représenté par Look Model Agency, il est notamment apparu dans des publicités télévisées pour les marques Louis Vuitton et Armani, aux côtés de Megan Fox.

## Filmographie sélective

### Cinéma
- 2009 : The Brotherhood 6: Initiation de David DeCoteau : Shane

### Télévision
- 2006 : The Janice Dickinson Modeling Agency (télé-réalité) : lui-même (12  épisodes)
- 2007 : LA Ink (télé-réalité) : lui-même (1 épisode)

### Publicités
- 2010 : The Tip de Johan Renck pour Armani
- 2011 :  vidéo de Girlfriend d'Avril Lavigne
- 2012 : Louis Vuitton: LA Is a Man de Jean-Claude Thibaut pour Louis Vuitton